# Schwarze Kassen der CDU/CSU – Dokumentation der Machtkonstruktion
Schwarze Kassen der CDU/CSU – Dokumentation der Machtkonstruktion (Original: Le système Octogon) ist ein 70-minütiger Dokumentarfilm der Autoren Jean-Michel Meurice, Fabrizio Calvi und Frank Garbely aus dem Jahr 2008. Die französisch-schweizerischen Autoren erzählen die Geschichte des Netzwerks „Octogon“ nach dem Zweiten Weltkrieg, und wie Altnazis, Waffenhändler, Geschäftemacher, Staatsdiener sowie CIA-Agenten, das klandestine und korrupte Netz zur Politikfinanzierung aufbauten um die Partei des damaligen Bundeskanzlers Konrad Adenauer, die CDU, finanziell zu unterstützen.

## Inhalt

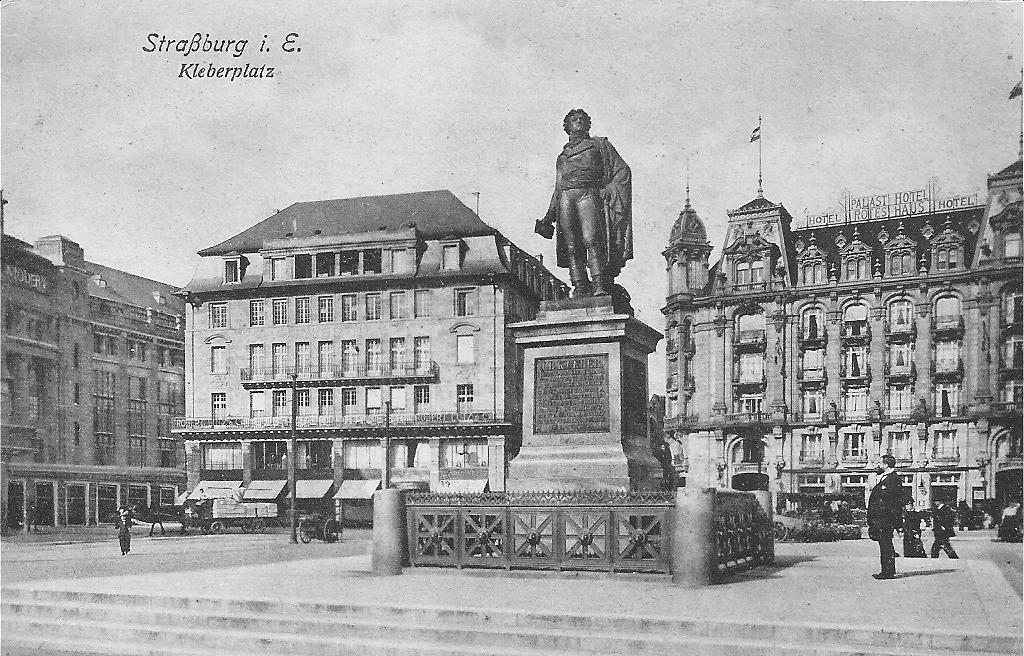
Hôtel Maison Rouge.

Die Geschichte beginnt 1944 – wenige Wochen nach der Landung der Alliierten in der Normandie – als sich der Zusammenbruch Nazideutschlands abzeichnete. Auf einer Geheimkonferenz August 1944 im Straßburger Luxus-Hotel Maison Rouge werden Pläne von Vertretern der NSDAP und Vertretern der deutschen Industrie beschlossen, wie Geldmittel zu verstecken sind. Zwei Geheimagenten brachten im Auftrag der SS große Geldsummen in die Schweiz. Nach Ende des Zweiten Weltkriegs holten diese beiden Nazis den Schatz nach Deutschland zurück und füllten damit die Kassen der damals noch ganz jungen CDU. Für die weitere Finanzierung sollten insbesondere Provisionszahlungen für Rüstungsgeschäfte der Bundeswehr, in schwarze CDU-Kassen fließen. Im Zentrum des Octogon-Netzwerks stand jetzt der von Rudolf Ruscheweyh am 24. Januar 1952 in Liechtenstein gegründete Octogon-Trust. Dessen Aufgabe war die Beschaffung von Rüstungsgütern für die Bundeswehr, wobei aus den Geschäften gleichzeitig Provisionen an den Unionsparteien Parteien gezahlt wurden, die die Aufrüstung unterstützten und ermöglichten.
Durch ein geplatztes Geschäft der neu gegründeten Bundeswehr im Jahr 1956 wurde die Sache bekannt. Doch woher die Millionen des Octogon-Trust genau stammten und vor allem, wohin sie transferiert worden sind, konnte der parlamentarische Untersuchungsausschuss nicht klären.
Ab 1966 beschäftigte sich ein parlamentarischer Untersuchungsausschuss in Bonn mit der Affäre, der aber zu keinem Ergebnis kam, da wichtige Kronzeugen „tot oder verschollen“ waren. Nach diesem mysteriösen Verschwinden von Zeugen kamen die Untersuchungen zu keinem Ergebnis - und die Geschäfte gingen weiter.
Die Autoren versuchen, die Geschichte von Waffenhändlern, Altnazis, Agenten und korrupten Politikern in ihrer Dokumentation zu rekonstruieren.

## Ausstrahlung
Der Film wurde am 18. Dezember 2008 in Belgien und am 1. Juni 2011 erstmals in Deutschland bei Arte ausgestrahlt.